# Badagoan
Badagoan là một thị xã và là một nagar panchayat của quận Shajapur thuộc bang Madhya Pradesh, Ấn Độ.

## Nhân khẩu
Theo điều tra dân số năm 2001 của Ấn Độ, Badagoan có dân số 6566 người. Phái nam chiếm 52% tổng số dân và phái nữ chiếm 48%. Badagoan có tỷ lệ 46% biết đọc biết viết, thấp hơn tỷ lệ trung bình toàn quốc là 59,5%: tỷ lệ cho phái nam là 61%, và tỷ lệ cho phái nữ là 30%. Tại Badagoan, 17% dân số nhỏ hơn 6 tuổi.